# Giuseppe Mazzuoli (1644–1725)
Giuseppe Mazzuoli (1644, Volterra–1725, Rim) je bil italijanski kipar, ki je delal v Rimu v Berninijevem baročnem slogu. Izdelal je številne visoko izpopolnjene kipe, tudi monumentalnih velikosti, vendar nikoli ni bil vodilni lik v rimskem umetniškem svetu.

## Življenje
Mazzuoli se je rodil v Volterri in se usposabljal v Sieni, vendar je v Rimu preživel večino svojega odraslega delovnega življenja.  Izpopolnjeval se je v delavnici Ercoleja Ferrate in postal edini učenec Melchiorreja Cafe, ki je tudi delal s Ferrato. Tako kot Ferrato je tudi Mazzuolija pritegnil Gian Lorenzo Bernini, da bi pomagal pri velikih naročilih. Bil je med sodelavci izdelovalcev Berninijeve grobnice papeža Aleksandra VII. (1672–1678).
Pozneje leta 1702 sta papež Klement XI. in kardinal Benedetto Pamphili napovedala svoj veliki načrt za dvanajst skulptur apostolov v naravni velikosti, da bi zapolnili niše vzdolž ladje bazilike svetega Janeza v Lateranu, projekt pa je bil razdeljen med vse najboljše kiparje v Rimu. Vsak kip je sponzoriral en slaven princ, Mazzuoliju je bil dodeljen kip svetega Filipa, ki ga je financiral nadškof iz Würzburga. Končal ga je leta 1711. Kot večina kiparjev je Mazzuolli dobil skico Klementovega najljubšega slikarja Carla Maratte, ki naj bi jo upošteval. Robert Cahn je opozoril: "Ko svetega Filipa primerjamo z drugimi apostoli v seriji, je očitno, da je nekoliko staromoden Berninijev slog, ki se kaže v Mazzuolijevi edini nalogi,  izgubil privlačnost."
Mazzuoli je imel nekaj večjih naročil za malteški red, njegovo najopaznejše delo pa je glavni oltar v sostolnici svetega Janeza v Valletti, ki ga je končal leta 1703. Ustvaril je  marmorno skupino Kristusovega krsta, na katero bi lahko vplivale Cafove nedokumentirane in opuščene skice iz leta 1666, vsekakor pa je nanj močno vplivala majhna skupina krščencev Alessandra Algardija. V isti cerkvi je v poznejših letih izdelal alegorične figure za grobnico Ramona Perellosa y Roccafula (umrl 1720), velikega mojstra malteškega reda. 
Njegov brat Annibale Mazzuoli je bil slikar. Njegov sin je bil tudi kipar in je znan pod imenom Giuseppe Mazzuoli mlajši.

## Kronološka razporeditev izbranih del
- Dobrodelnost, 1673–1675, za Berninijevo grobnico Aleksandra VII.,  pod neposrednim nadzorom Berninija; [10]
- doprsni kip kardinala Giulia Gabriellija starejšega, 1675–1676, v muzeju v Rimu v Braschijevi palači;
- sveti Janez Krstnik in sveti Janez evangelist, 1677–79, na visokem oltarju  v cerkvi Jezusa in Marije, Corso, Rim. Cerkev in oltar je zasnoval Carlo Rainaldi, ki je verjetno dal skice za skulpture, ki so del oltarja, ki ga je zasnoval;
- doprsna kipa bratov kardinala Fausta Polija in monsinjorja Gaudenzia Polija, okoli 1680, v zakristiji, ki jo je zasnoval Bernini (1641), v cerkvi svetega Krizogona v Rimu;
- Clemenza, okoli 1684, alegorična figura med skulpturami za grob Klementa X. Altierija, bazilika svetega Petra, narejena pod nadzorom Mattie De Rossija (1684);
- doprsni kip Inocenta XII., 1700, v niši v apsidi cerkve svete Cecilije v Trastevereju v Rimu;
- Kristusov krst, 1700–1703, Valletta, glavni oltar sostolnice svetega Janeza;
- doprsni kip Klementa XI., 1703, v niši v apsidi cerkve svete Cecilije v Trastevereju v Rimu;
- Sveti Filip, končan leta 1711, v baziliki svetega Janeza v Lateranu, Rim. [11] Zmanjšana marmorna različica kipa, verjetno za würzburškega nadškofa, ki je financiral skulpturo v Lateranu, je v Nürnbergu v Nemškem narodnem muzeju;
- Nereida, okoli 1705–1715 (Narodna umetniška galerija, Washington, D. C.); prepoznana kot Tetida, ko je bila v zbirki Samuela H. Kressa[12], in pripisana Berninijevi šoli;
- Smrt Adonisa, 1709 (Ermitaž, Sankt Peterburg);
- Zmaga dobrodelnosti nad pohlepom, 1710–1715 (Ermitaž, Sankt Peterburg); bronasta pomanjšava je v zbirkah umetniških muzejev  Harvardske univerze; [13]
- (pripisana Mazzuolijevi delavnici ali njegovemu krogu) doprsna kipa: Diana in Endimion, okoli 1710–1725 (Detroitski inštitut za umetnost);
- Smrt Kleopatre, okoli 1713 (Pinakoteka v Sieni); marmorna različica te skupine, okoli 1723, je v dvorani tropskega botaničnega vrta v Lizboni ter terakotni vzorec v Muzeju umetnosti v Filadelfiji; [14]
- Brezmadežna, dokončana do septembra 1678, cerkev svetega Martina, Siena. Giuseppe je v tej cerkvi končal tudi svetega Tomaža iz  Villanove; [15]
- apostoli, ki stojijo na stebrih stolnice v Sieni (Brompton Oratory, South Kensington, London). Kristus in devica Marija sta bila s tega položaja odstranjena in izgubljena, predstavljena sta s pozlačenima terakotnima modeloma (kupljena pri Jacquesu Heimu za kraljevski škotski muzej, 1982); [16]
- doprsni portreti na medaljonih in alegorične figure štirih klasičnih vrlin, datirane v 1713 in 1714, narejene v letih 1715–1717 in 1718–1719 (za portretna poprsja) v dveh dvojnih pogrebnih spomenikih, Rospigliosi-Pallavicinijeva kapela, cerkev svetega Frančiška v Ripi, Rim. Arhitektura stenskih spomenikov je delo Niccola Michettija. Portretna doprsna kipa vojvode Giovannija Battiste in Matie Cammille Rospigliosi-Pallavicinija (Pallavicinijeva zbirka, Rim) sta bila med deli  Mazzuolija; kopiji sta bili vgrajeni v stenske spomenike kapele;
- (pripisano Mazzuoliju) Par angelov nad oltarjem v drugi kapeli na levi v cerkvi svete Marije v Campitelliju. Da je avtor Mazzuoli, potrjuje Carlo Rainaldi, ta cerkev je njegova mojstrovina;
- alegorične figure na grobnici Ramona Perella (umrl 1720) v cerkvi svetega Janeza v Valletti, Malta;
- Dobrodelnost, 1723 (kapela v zastavljalnici (monte di pietà) v Rimu). Mazzuolijevo pozno delo se uvršča v bogato kiparsko programsko opremo v kapeli, ki jo je prvotno oblikoval Carlo Maderno, a jo je preoblikoval Giovanni Antonio De Rossi z bogato obarvanimi marmornimi ploščicami. Mazzuoli je zapisal svojo starost – 79 – , viden je tudi njegov podpis;
- Izobraževanje Device. [17]

Številni terakotni modeli, ki so jih hranili Mazzuolijevi dediči v Sieni, so bili del lastnine družinske delavnice, ki jo je Giuseppe Maria Mazzuoli približno leta 1767 podaril Inštitutu za lepe umetnosti (Isituto di Belli Arti) iz Siene.